# 작은나무쥐
작은나무쥐(Chiruromys vates)는 쥐과에 속하는 설치류의 일종이다. 파푸아뉴기니에서만 발견된다.

## 특징
꼬리 길이 128~183mm를 제외한 몸길이가 84.5~126mm인 작은 설치류이다. 발 길이는 22.5~26mm이고, 귀 길이는 13.5~19mm, 몸무게는 최대 68g이다. 등 쪽 털은 회색빛 갈색이고 옆구리 쪽을 따라서 더 갈색빛을 띠는 반면에 배 쪽과 주둥이, 뺨은 희다. 귀는 가늘고 길며 좁고 약간 뾰족하다. 코털 길이는 최대 70mm 정도이다.

## 생태
나무 위에서 생활하는 수상성 동물이다. 작은 무리를 지어 나무 구멍 속에서 생활한다. 암컷은 일 년에 여러 번 번식을 한다.

## 분포 및 서식지
뉴기니섬 남동부 지역에 널리 분포한다. 습윤 열대 숲에서 서식하고 해발 1,500m 이하의 이차림에서도 서식하는 것으로 추정된다.